# Файна Юкрайна (сезон 1)
Перший сезон українського гумористичного скетч-шоу «Файна Юкрайна», прем'єра якого відбулася на Новому каналі 21 вересня 2008 року, а остання серія вийшла 12 липня 2009, складається з 43 епізодів. Виробництво компанії «AB Creative».

## Сюжетні лінії

### Регулярні
- Антон та Марічка;
- Інспектор ДАІ;
- Космонавти Льоня і Олесик;
- Менеджери Андрій і Сергій;
- Прибиральниці Верховної Ради;
- Продюсер Валентин і його зірка Василь;
- Файна TV.

### Періодичні
- Геї-націоналісти Остап і Олекса;
- Тінейджери Фелікс і Жека «Сто пудів»;
- Ток-шоу «Всє свободни» з Савою Шустрим на Файна TV;
- Тренер і спортсмен;
- Українські олігархи;
- Українські фани-ультрас дядько Толя і Гена.

### Епізодичні
- Українські аграрії (3, 5 епізоди);
- Батько та син (4 епізод);
- Сусіди-односельці (7 епізод);
- Лариса та інструктор Денис (39, 41 епізоди).

## В ролях

### Основні

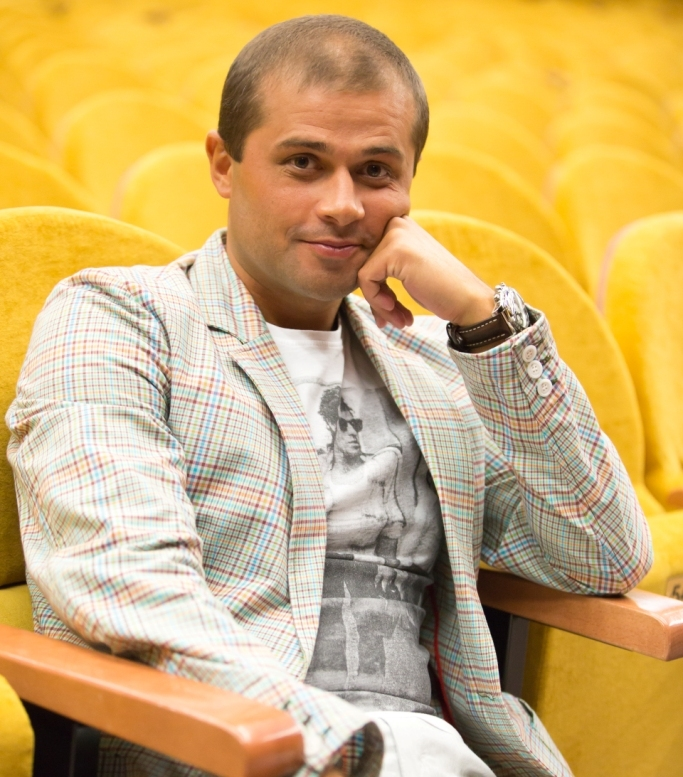
Андрій Молочний — лейтенант Молочний, Зиновій Пипка, дід Відун, Марічка, космонавт Льоня, прибиральниця Анжела Петрівна, Сава Шустрий, менеджер Андрій, батько Фелікса, зірка Василь, доктор Хлус, студент Міша Буряк, олігарх Борис Ігнатович
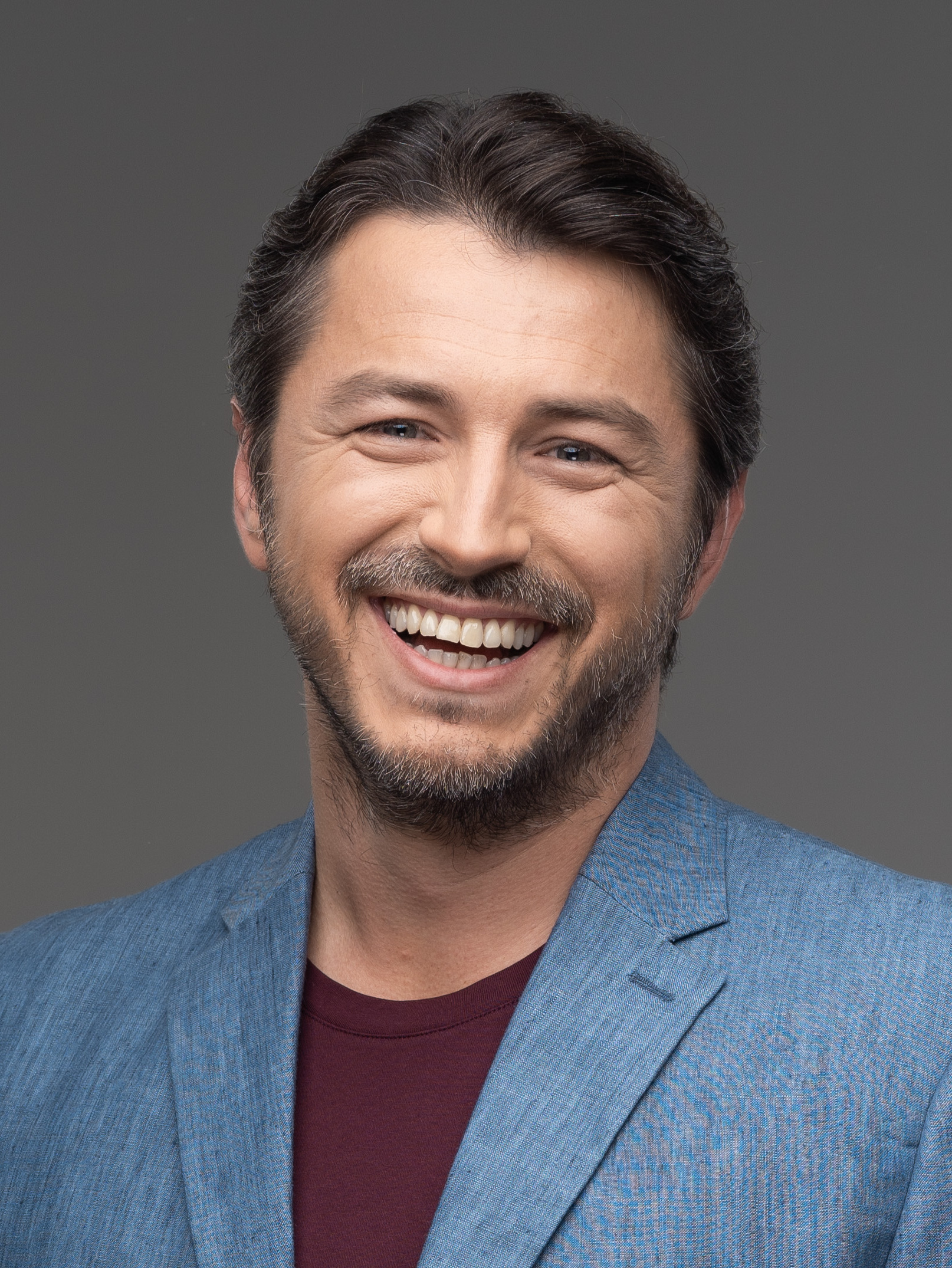
Сергій Притула — Антон, Інокентій Бест, космонавт Олесик, старшина Притула, прибиральниця Ілона Давидівна, менеджер Сергій, брат Фелікса, продюсер Валентин, Фурман, професор Яків Йосипович, Альошенька

### Другорядні
- Дмитро Романов — Фелікс;
- Євген Воронецький — Жека «Сто пудів».

## Список епізодів

### Епізоди 1-10
| № | #  | Назва       | Перший ефір       |
| --- | -- | ----------- | ----------------- |
| 1 | 1  | «Епізод 1»  | 21 вересня 2008   |
| 1. Інспектор ДАІ (частина 1): Лейтенант Молочний зупиняє машину з дамою легкої поведінки за кермом і та йому розповідає, звідки у неї ця машина; 2. Тренер і спортсмен: Тренер проводить навчання спортсмена плавця; 3. Продюсер Валентин і його зірка Василь: Василь хоче покинути шоу-бізнес через те, що у нього вкрали концертний костюм, але продюсер Валентин його відмовляє; 4. Інспектор ДАІ (частина 2): Дама повертається щоб запросити лейтенанта на вечерю, але все зривається і вона їде геть; 5. Менеджери Андрій і Сергій: Андрій жаліється Сергію, що у нього на роботі шеф відключив інтернет через те, що Андрій завантажував там фільми для дорослих; 6. Антон і Марічка: Антон приїздить у село до Марічки і запрошує її до ресторану на сосиски і квашену капусту; 7. Файна TV: Інокентій робить репортаж з комбайнером на одному з полів України; 8. Прибиральниці Верховної Ради: Анжела та Ілона розмовляють про новий салон у підвалі Верховної Ради та гру в карти з водіями депутатів. |    |             |                   |
| 2 | 2  | «Епізод 2»  | 28 вересня 2008   |
| 1. Інспектор ДАІ: Лейтенант Молочний на початку свого чергування зупиняє свого колегу старшину Сергія; 2. Продюсер Валентин і його зірка Василь: Василь розказує продюсеру Валентину про інцидент на концерті, а Валентин кричить на Василя через його похід у Макдональдс; 3. Тренер і спортсмен: Спортсмен бідкається тренеру, що вже рік займається стрибками на батуті без батута; 4. Менеджери Андрій і Сергій: У Андрія на роботі у шефа день народження і друзі діляться ідеями, що йому можна подарувати; 5. Антон і Марічка: Пара зустрічається біля річки і Антон каже Марічці, що купив путівки в Єгипет, а Марічка каже, що хотіла б побувати і в інших містах; 6. Файна TV: У день паркувальника Інокентій Бест бере інтерв'ю у одного з паркувальників Києва; 7. Прибиральниці Верховної Ради: Ілона та Анжела розповідають одна одній, що вони «знайходили» та забирали собі у стінах Верховної Ради. |    |             |                   |
| 3 | 3  | «Епізод 3»  | 5 жовтня 2008     |
| 1. Тренер і спортсмен: Тренер лає свого підопічного через те, що на змаганнях у нього в аналізах знайшли допінг; 2. Антон і Марічка: До Антона доходять чутки, що до Марічки залицяється його конкурент по бізнесу — Петро, тож Антон їде до Марічки, щоб дізнатися, чи це правда; 3. Продюсер Валентин і його зірка Василь: Батьки передають Василю м'ясо, за допомогою якого він хоче задобрити продюсера Валентина, щоб той підняв йому зарплатню; 4. Українські аграрії: Власник сільського господарства приїздить на поле та в сльозах просить у Бога врожаю, бо свої гроші він програв у казино; 5. Менеджери Андрій і Сергій: Сергій та Андрій розмовляють на тему службових романів і Андрій розповідає про свій випадок; 6. Файна TV: Інокентій Бест робить репортаж з вчителем трудового навчання із загальноосвітньої школи № 1 імені Віктора Павліка, у селищі Нова Маячка, на Херсонщині; 7. Прибиральниці Верховної Ради: Анжела та Ілона обговорюють між собою зміни у гастрономічних вподобаннях депутатів. |    |             |                   |
| 4 | 4  | «Епізод 4»  | 12 жовтня 2008    |
| 1. Інспектор ДАІ: Під виглядом гри на гроші, лейтенант Молочний видурює хабар у чоловіка середнього віку; 2. Продюсер Валентин і його зірка Василь: Продюсер Валентин лає Василя за те, що той разом з гопниками влаштували драку з фокусником після концерту на честь дня народження начальника залізничної станції «Знам'янка»; 3. Батько та син: П'яний батько йде додому і зустрічає сина, від якого дізнається, що через алкоголь забув багато чого з сімейного життя; 4. Антон і Марічка: Антону приходить лист від аферистів з повідомленням, що він може виграти мільйон гривень, але він вірить йому і вони з Марічкою вирішують, на що витратять ці гроші; 5. Менеджери Андрій і Сергій: На чергових посиденьках у барі Андрій показує Сергію скаргу на себе від інших працівників фірми, де він працює і вони разом придумують план помсти; 6. Файна TV: Інокентій Бест веде репортаж з фіналу Чемпіонату України з американського футболу між командами «Жмеринські Кінг-Конги» та «Васильківські бики», але репортаж йде не за планом; 7. Прибиральниці Верховної Ради: Анжела знаходить значок депутата Верховної Ради і вони з Ілоною хочуть відкрити свою політичну партію. |    |             |                   |
| 5 | 5  | «Епізод 5»  | 19 жовтня 2008    |
| 1. Українські аграрії: Два аграрія посеред поля ведуть суперечку про те, що цього року саджати на полях; 2. Продюсер Валентин і його зірка Василь: Василю не заплатили за концерти, а продюсер Валентин говорить йому, що це відплата за його помилку на концерті для досить впливового політика, коли «Віктора Федоровича» він назвав «Віктор Андрійович»; 3. Антон і Марічка: Антон, заради власної вигоди, бреше Марічці, що його ларьки з курями гриль згоріли, тому він збирається їхати в Європу на заробітки; 4. Тренер і спортсмен: Епізод про партію між українським та російським шахістами; 5. Менеджери Андрій і Сергій: Сергій жаліється, що шеф не відпускає його у відпустку, а Андрій вихваляється своїм можливим підвищенням; 6. Файна TV: Відеорепортаж про бабу Мотрю, яка три роки вже йде з міста Яремче, що на заході України, до своєї сестри Устини на Донбас, щоб подивитися серіал; 7. Прибиральниці Верховної Ради: Анжела жаліється Ілоні, що один з молодих депутатів образив її. |    |             |                   |
| 6 | 6  | «Епізод 6»  | 26 жовтня 2008    |
| 1. Інспектор ДАІ: Лейтенант Молочний зупиняє машину, що дивно їхала, а за кермом був син одного впливового можновладця, разом з дівчиною та батьком; 2. Продюсер Валентин і його зірка Василь: Василь приходить до продюсера Валентина з обуренням через те, що той пустив через ЗМІ чутку, що Василь є представником нетрадиційної сексуальної орієнтації; 3. Антон і Марічка: Антон приїздить до Марічки та починає панікувати, бо програв велику суму грошей на ігрових автоматах і через тиждень їх треба віддати; 4. Менеджери Андрій і Сергій: Сергій та Андрій розповідають про те, як у них пройшли їхні відрядження; 5. Файна TV: Інокентій Бест спілкується з мисливцем Свиридом біля міста Камінь-Каширський Волинської області; 6. Прибиральниці Верховної Ради: Ілона скаржиться Анжелі, що її дочка вийшла заміж за депутата Кіровоградської обласної ради, який не бере хабарів. |    |             |                   |
| 7 | 7  | «Епізод 7»  | 2 листопада 2008  |
| 1. Сусіди-односельці: Сусіди спілкуються біля паркану про курку одного з них та про взаємовідносини їхніх дітей; 2. Продюсер Валентин і його зірка Василь: Василь приходить до продюсера Валентина та вихваляється тим, що домовився про 50 концертів у Вінницькій області на підтримку нової перспективної політичної партії; 3. Тренер і спортсмен: Історія про шпагістів; 4. Антон і Марічка: Антон, після трьох тижнів відсутності, приїздить до Марічки і каже, що їм треба зробити паузу; 5. Менеджери Андрій і Сергій: Сергій приходить до бару і бачить п'яного Андрія, від якого дізнається, що його шеф поїхав у відпустку, а в цей час Андрій витратив усі гроші фірми; 6. Файна TV: Інокентій Бест у селищі Доманівка, Миколаївської області бере інтерв'ю у баби Мотрі, чия корова дає рекордні надої молока; 7. Прибиральниці Верховної Ради: Ілона прибігає до Анжели та говорить, що у них надзвичайна ситуація — один із відомих депутатів лежить у нетверезому стані у коридорі. |    |             |                   |
| 8 | 8  | «Епізод 8»  | 9 листопада 2008  |
| 1. Тренер і спортсмен: Тренер готує свого підопічного боксера до бою, після того як увечері його побили в клубі; 2. Продюсер Валентин і його зірка Василь: Василь хоче змінити імідж бути схожим на джазового виконавця, а продюсер Валентин хоче звільнити Василя через свого нового виконавця Федора; 3. Антон і Марічка: Антон, у стані алкогольного сп'яніння, приїздить до Марічки і поясняє, що його стан, це наслідок перемовин з «західними інвесторами»; 4. Менеджери Андрій і Сергій: Антон і Сергій діляться своїми історіями про покупки квартири і авто, та про кредити на них; 5. Файна TV: Інокентій Бест знімає репортаж з місця майбутнього відкриття бутіку модного одягу від українського дизайнера Петра Тана у місті Костопіль Рівненської області; 6. Прибиральниці Верховної Ради: Анжела розповідає Ілоні по свого шанувальника і остання намагається вгадати, хто з депутатів цей шанувальник. |    |             |                   |
| 9 | 9  | «Епізод 9»  | 16 листопада 2008 |
| 1. Інспектор ДАІ: Лейтенант Молочний приїздить на свою ділянку дороги на новій машині, яку він купив за хабарі та зупиняє машини, щоб подякувати водіям за те, що вони допомогли йому її купити; 2. Продюсер Валентин і його зірка Василь: Василю не подобається його репертуар, тому він з друзями написав текст нової пісні і заспівав її для Валентина; 3. Геї-націоналісти Остап і Олекса: Остап та Олекса обгоіорюють членів їх клубу та планують операцію до Ярославля; 4. Антон і Марічка: Пара розповідає про свої почуття і Марічка починає ревнувати Антона до інших дівчат; 5. Менеджери Андрій і Сергій: Андрій бідкається Сергію про те, що розчарувався у житті та хоче завести собі вдома тваринку; 6. Файна TV: Інокентій Бест, у лісах Житомирщини, бере інтерв'ю у дауншифтера, який, як потім з'ясовується, є учасником афери «Еліта Центр»; 7. Ток-шоу «Всє свободни» з Савою Шустрим на Файна TV: Сава Шустрий (пародія на Савіка Шустера) є ведучим програми «Все свободны», у випуску бере участь Іван Шабля, який не бере до уваги тему програми, починає осуджувати владу по зовсім іншим темам.                                                                   |    |             |                   |
| 10 | 10 | «Епізод 10» | 23 листопада 2008 |
| 1. Інспектор ДАІ: Лейтенант Молочний зупиняє чорне авто, проте з нього ніхто не виходить, а потім воно зникає, тож інспектор доходить висновку, що це «Летючий голландець»; 2. Продюсер Валентин і його зірка Василь: Василь приходить до продюсера Валентина та жаліється, що у нього зник голос; 3. Космонавти Льоня і Олесик: Льоня і Олесик заздрять, що представники інших країн літають у космос, а вони ні, тому двоє вирішили летіти до Юпітера; 4. Менеджери Андрій і Сергій: Андрій розказує Сергію, що новий робітник на фірмі хоче зайняти його місце; 5. Тренер і спортсмен: Епізод про дзюдоїстів, в якому вони під час бою спілкуються про жінок та обговорюють, хто кому коли піддасться; 6. Антон і Марічка: Марічка пофарбувала своє волосся у фіолетовий, але Антону це не сподобалося, бо такого ж кольору зачіска у дівчини його друга, Васі Рубля; 7. Файна TV: Інокентій Бест веде пряму трансляцію з рейдерського захоплення пластилінового заводу у місті Мукачево; 8. Прибиральниці Верховної Ради: Ілона говорить Анжелі, що раду розпустили, тож Анжела пропонує відкрити свій бізнес.                                                                          |    |             |                   |

### Епізоди 11-20
| № | #  | Назва                    | Перший ефір       |
| --- | -- | ------------------------ | ----------------- |
| 11 | 11 | «Епізод 11»              | 30 листопада 2008 |
| 1. Інспектор ДАІ: Лейтенант Молочний намагається розібратися, в чому сутність його жезла і як він приносить гроші; 2. Геї-націоналісти Остап і Олекса: Перед стартом операції «Грім у дупі» у Суздалі, Олесь знайомить Остапа з її учасниками; 3. Антон і Марічка: Марічка приготувала обід для Антона і під час їжі вони обговорюють меню святкового столу до річниці їхньої зустрічі; 4. Тренер і спортсмен: Тренер змушує спортсмена бігти на біговій доріжці; 5. Менеджери Андрій і Сергій: Андрій хотів звільнитися, але шеф його не хоче відпускати, тож Сергій допомагає Андрію написати список вимог, за умови виконання яких він залишиться; 6. Файна TV: Інокентій Бест, в міському парку Козятина, бере інтерв'ю у першого українського ексгібіционіста Лаврентія Павловича, який номінований у акції «Гордість країни»; 7. Ток-шоу «Всє свободни» з Савою Шустрим на Файна TV: Темою ефіру є кризовий стан економіки і в студії слово тримає «експерт» у аналізі та прогнозуванню ситуацій в економіці, білий маг та астролог Павло Боба. |    |                          |                   |
| 12 | 12 | «Епізод 12»              | 7 грудня 2008     |
| 1. Інспектор ДАІ: По рації передається інформація про небезпечного злочинця, який вкрав машину, тож лейтенант Молочний і його друг старшина Сергій затримуюють зловмисника; 2. Продюсер Валентин і його зірка Василь: Продюсер Валентин говорить з Василем про те, що той не відпрацьовує вкладені в нього гроші і пропонує змінити йому сценічне ім'я з Василя Дрючка на Віктора Кальценбогена; 3. Тренер і спортсмен:Менеджери Андрій і Сергій Бігун, замість того, щоб тренуватися, вчиться святкувати перемогу; 4. Менеджери Андрій і Сергій: Андрій вихваляється перед Сергієм тим фактом, що шеф дав йому відпустку з путівкою на Азовське море взимку; 5. Антон і Марічка: Антон дарує Марічці запрошення на конкурс краси «Міс краса жажківського району»; 6. Файна TV: Інокентій Бест робить свій репортаж із маленького села поблизу містечка Виноградів Закарпатської області про діда Тиміша, який два роки живе у погребі та хоче стати мумією; 7. Прибиральниці Верховної Ради: Ілона ділиться чутками з Анжелою, що після перевиборів депутати хочуть замінити прибиральниць на роботів. |    |                          |                   |
| 13 | 13 | «Епізод 13»              | 14 грудня 2008    |
| 1. Інспектор ДАІ: Від нудьги лейтенант Молочний починає пародіювати Дарта Вейдера з франшизи «Зоряні війни», та коли зупиняє машину за кермом сидить людина у костюмі штурмовика з тіє ж франшизи; 2. Продюсер Валентин і його зірка Василь: Василь виказує продюсеру Валентину своє невдоволення через те, що той влаштував йому безкоштовний концерт перед шахтарями у Краматорську; 3. Українські фани-ультрас дядько Толя і Гена: Дадько Толя вчить Гену основам того, як потрібно вболівати на футбольному матчі; 4. Менеджери Андрій і Сергій: Андрій та Сергій діляться історіями з офісу, який у кого в офісі грипп домінує і Андрій розповідає про те, що його грипп шеф «привіз» з Китаю; 5. Геї-націоналісти Остап і Олекса: Олесь рапортує Остапу про результат спецоперації у Суздалі; 6. Антон і Марічка: Антон у розпачі приходить до Марічки, бо його машина застрягла у багнюці; 7. Файна TV: Інокентій Бест, на даху київського хмарочоса, бере інтерв'ю у людини-павука; 8. Прибиральниці Верховної Ради: Анжела та Ілона розповідають одна одній про те, з якими відомими українськими та закордонними політиками вони спілкувалися.                                                                                               |    |                          |                   |
| 14 | 14 | «Епізод 14»              | 21 грудня 2008    |
| 1. Інспектор ДАІ: Лейтенант Молочний зупиняє машину, водій якої у стані сильного алкогольного сп'яніння, так коли той показує посвідчення СБУ, Молочний одразу ж відпускає порушника і допомагає тому поїхати далі; 2. Продюсер Валентин і його зірка Василь: Василь щасливий, бо на концерті у селищі Васильків йому подарували квіти, а продюсер Валентин влаштував виступ Василя на приватному концерті, де він буде виступати перед дресированою свинею; 3. Тренер і спортсмен: Тренер у конюшні спілкується з молодим жокеєм, який бідкається, що півроку вже вчиться у їх конюшні, та ще ні разу не сідав на коня; 4. Менеджери Андрій і Сергій: Андрій та Сергій обговорюють подробиці своїх майбутніх новорічних корпоративів; 5. Антон і Марічка: Марічка розповідає Антону подробиці свого еротичного сну, у якому, крім неї, фігурує їх знайомий міліціонер; 6. Файна TV: Інокентій Бест бере інтерв'ю у очільника неназваної міської ради, Івана Андрійовича, якого підозрюють у роздачі земель міської громади та заповідних територій; 7. Ток-шоу «Всє свободни» з Савою Шустрим на Файна TV: У студії обговорюють питання свята Нового року, експертом у студії виступає віце-прем'єр-міністр з питань свят Сергій Петрович Почутьчуть. |    |                          |                   |
| 15 | 15 | «Епізод 15 (новорічний)» | 28 грудня 2008    |
| 1. Інспектор ДАІ: Лейтенант Молочний та його друг старшина Сергій зупиняють на дорозі гумориста Дядю Жору та вирішують пожартувати над ним; 2. Менеджери Андрій і Сергій: Сергій та Андрій жаліються на своїх шефів, які не дали їм премії на честь Нового року, а в цей час до них підсідає Дмитро Коляденко; 3. Антон і Марічка: Марічка виграє у акції новорічну вечерю з зіркою і до неї приїздить Потап, але Антон починає її ревнувати і у них зав'язується реп-батл за Марічку; 4. Тренер і спортсмен: Тренер влаштовує змагання між плавцем Сергієм та олімпійською чемпіонкою Яною Клочковою; 5. Продюсер Валентин і його зірка Василь: Так як Потап вирішив виступати сам на новорічних корпоративах, продюсер Валентин хоче, щоб разом з Настею Каменських співав Василь; 6. Файна TV: Інокентій Бест ловить мера одного з українських міст, Івана Андрійовича, у магазині хутра, де той купляє подарунок Владу Ямі; 7. Прибиральниці Верховної Ради: Дівчата прибирають у Раді, в той час як до них підходить Тарас Чорновіл, тож Анжела та Ілона задають йому багато питань. |    |                          |                   |
| 16 | 16 | «Епізод 16»              | 4 січня 2009      |
| 1. Інспектор ДАІ: Лейтенант Молочний зупиняє швидку допомогу та починає жалітися лікарю на дивні симптоми; 2. Космонавти Льоня і Олесик: Льоня і Олесь обговорюють по раціях свій минулий вечір на якому вони вживали багато алкоголю; 3. Менеджери Андрій і Сергій: Андрію на роботі шеф дав завдання придумати антикризовий план для фірми, тож двоє друзів по черзі перебирають можливі варіанти; 4. Продюсер Валентин і його зірка Василь: Продюсер Валентин організував для Василя «міні-тур» Україною з оплатою за виступи їжею, дровами та вугіллям; 5. Антон і Марічка: Антон привозить подарунки родичам Марічки до новорічних свят; 6. Файна TV: У селі Сеньківка Чернігівської області Інокентій Бест бере інтерв'ю у Северина Онуча, діда, який береже українські традиції гончарства; 7. Прибиральниці Верховної Ради: Анжела розповідає Ілоні, що після візиту американської делегації у Верховну Раду, їй прийшов лист з запрошенням на роботу в американський Конгрес. |    |                          |                   |
| 17 | 17 | «Епізод 17»              | 11 січня 2009     |
| 1. Інспектор ДАІ: Лейтенант Молочний зупиняє увечері на дорозі пішохода; 2. Продюсер Валентин і його зірка Василь: Василь приходить до продюсера Валентина, щоб попередити того, що двійники Василя виступають у різних містах України; 3. Геї-націоналісти Остап і Олекса: Олекса каже Остапу, що з ним зв'язалися російські геї та сказали, що хочуть миру; 4. Менеджери Андрій і Сергій: Андрій розказує Сергію про те, що до нього на роботу прийшло три перевірки за день; 5. Антон і Марічка: Марічка розказує Антону свою мрію; 6. Файна TV: Інокентій Бест ловить мера одного з українських міст у казино; 7. Прибиральниці Верховної Ради: Ілона розказує Анжелі, що вагітна від одного з депутатів. |    |                          |                   |
| 18 | 18 | «Епізод 18»              | 18 січня 2009     |
| 1. Космонавти Льоня і Олесик: Льоня і Олесь пишуть листа прибульцям; 2. Менеджери Андрій і Сергій: Андрій розказує Сергію, що шеф не повернув йому гроші за мобільний телефон і таксі, яке він використовував для роботи; 3. Тренер і спортсмен: Тренер грає сеанс одночасної гри с трьома шахістами; 4. Геї-націоналісти Остап і Олекса: Остап дає Олексі важливе завдання: «покарати» одну відому, у їх колах, персону; 5. Продюсер Валентин і його зірка Василь: Василь заявляє продюсеру Валентину, що є його сином; 6. Файна TV: Інокентій Бест робить репортаж зі зйомок першого українського фільму для дорослих; 7. Ток-шоу «Всє свободни» з Савою Шустрим на Файна TV: У студії обговорюється тема корупції і гостем програми є мер одного невеличкого містечка на Закарпатті. |    |                          |                   |
| 19 | 19 | «Епізод 19»              | 25 січня 2009     |
| 1. Інспектор ДАІ: Під час нічного патрулювання ділянки дороги до лейтенанта Молочного приходить старшина Сергій і розповідає лейтенанту історію про перевертня; 2. Космонавти Льоня і Олесик: Льоня і Олесь готуются до стиковки корабля з американцями; 3. Геї-націоналісти Остап і Олекса: Керівництво країни просить Остапа відправити людину на перегори по газу до Москви; 4. Продюсер Валентин і його зірка Василь: Василь розповідає продюсеру Валентину про те, що зацікавився меценатством та боротьбою з педикульозом; 5. Антон і Марічка: Антон приїздить до Марічки і бачить, що та плаче, тому що її батько програвся в карти і тепер вона повинна вийти заміж за агронома; 6. Файна TV: Інокентій Бест знаходиться у місті Дунаївці, що на Хмельниччині, у місцевому будинку культури, де бере інтерв'ю у учасника постанови «Лебедине озеро» Леоніда; 7. Ток-шоу «Всє свободни» з Савою Шустрим на Файна TV: У студії обговорюється питання легалізації легких наркотичних речовин, а гостем студії виступає уповноважений посол України в Амстердамі — Леонід Леонідович Леонідов. |    |                          |                   |
| 20 | 20 | «Епізод 20»              | 1 лютого 2009     |
| 1. Менеджери Андрій і Сергій: Фірма Андрія святкує день народження у кафе і на це свято приходить Сергій; 2. Геї-націоналісти Остап і Олекса: Остап та Олекса згадують, з чого у них все почалося; 3. Продюсер Валентин і його зірка Василь: Батько дістав путівку для Василя на два тижні у село Попівка, що в Криму, тож Василь приходить до продюсера Валентина з пропозицією своєї участі у фестивалі «Казантип»; 4. Антон і Марічка: Антон розказує Марічці свою мрію; 5. Файна TV: Інокентій Бест викриває мера одного з українських міст на розтраті державних коштів у дорогому спа-салоні; 6. Прибиральниці Верховної Ради: Анжела і Ілона діляться своїми вподобаннями щодо депутатів. |    |                          |                   |

### Епізоди 21-30
| № | #  | Назва       | Перший ефір     |
| --- | -- | ----------- | --------------- |
| 21 | 21 | «Епізод 21» | 8 лютого 2009   |
| 1. Інспектор ДАІ: Лейтенант Молочний напідпитку бачить на дорозі машину і вирішує, що водій порушив правила дорожнього руху, згодом до нього приєднується його друг, старшина Сергій; 2. Менеджери Андрій і Сергій: Андрій розказує Сергію про те, що до нього приходили представники фірми-конкурента і просили його за гроші видавати секрети його фірми; 3. Космонавти Льоня і Олесик: Олесик та Льоня ведуть суперечку на тему існування планет та зірок; 4. Геї-націоналісти Остап і Олекса: Остап хоче організувати святкування 40-річчя створення їхньої організації; 5. Ток-шоу «Всє свободни» з Савою Шустрим на Файна TV: У студії обговорюється питання ядерного статусу України, гостем в студії виступає генерал-лейтенант ЗСУ Генадій Вісаріонович Гільза; 6. Антон і Марічка: Антон вирішив отримати вищу освіту у сфері легкої промисловості, а саме пошиву робочого одягу; 7. Прибиральниці Верховної Ради: Анжела і Ілона порівнюють депутатів з малими дітьми, бо депутати в Раді також роблять дрібні пакості. |    |             |                 |
| 22 | 22 | «Епізод 22» | 15 лютого 2009  |
| 1. Інспектор ДАІ: Лейтенант Молочний зупиняє пожежну машину; 2. Менеджери Андрій і Сергій: Сергій пропонує Андрію влаштуватися до нього на роботу на вакансію, що щойно звільнилася; 3. Геї-націоналісти Остап і Олекса: Олекса доповідає Остапу про провал операцій у Тамбові; 4. Ток-шоу «Всє свободни» з Савою Шустрим на Файна TV: У студії обговорюється бюджет України на 2009 рік і гостем у студії є депутат Верховної Ради, який вбраний у костюмі клоуна, Лестор Шутич; 5. Продюсер Валентин і його зірка Василь: Василь вихваляється перед продюсером Валентином газетою, у якій про нього написали статтю; 6. Файна TV: Інокентій Бест приїздить у село Музичі, Київської області, щоб взяти інтерв'ю у відомого винахідника — Станіслава Михайловича Котляра; 7. Прибиральниці Верховної Ради: Подруги розмовляють про гадання і Анжела гадає Ілоні на долоні. |    |             |                 |
| 23 | 23 | «Епізод 23» | 22 лютого 2009  |
| 1. Інспектор ДАІ: Лейтенант Молочний зупиняє воза з конем; 2. Менеджери Андрій і Сергій: Андрій зробив фото свого шефа с сауни з дівчатами легкої поведінки і хоче шантажувати його; 3. Геї-націоналісти Остап і Олекса: Остап хоче створити морський загін їх організації у Севастополі; 4. Ток-шоу «Всє свободни» з Савою Шустрим на Файна TV: У студії обговорюєть питання «Хто найпопулярніший у Верховній Раді» і гостем студії є Артемій Паценюк; 5. Космонавти Льоня і Олесик: Олесик питає у Льоні, де той дів шоломи; 6. Файна TV: Інокентій Бест, у лісосмузі на Київщині, бере інтерв'ю у першого офіційно зареєстрованого сексуального звабника; 7. Прибиральниці Верховної Ради: Анжела розповідає Ілоні, що депутати роблять на них ставки, а переможниця отримає підвищення і гроші. |    |             |                 |
| 24 | 24 | «Епізод 24» | 1 березня 2009  |
| 1. Інспектор ДАІ: Лейтенант Молочний зупиняє старий автомобіль, за кермом якого сидить професор-лінгвіст; 2. Геї-націоналісти Остап і Олекса: Олекса доповідає Остапу про взяття в полон трьох ворогів і Остап дає команду завербувати їх; 3. Космонавти Льоня і Олесик: Льоня розказує Олесю поганий сон, який приснився йому з четверга на п'ятницю; 4. Ток-шоу «Всє свободни» з Савою Шустрим на Файна TV: У студії обговорюється питання спортсменів у політиці і гостем студії є чемпіон світу з боксу Віталій Крячко; 5. Антон і Марічка: Марічка зла на Антона через те, що той в стані алкогольного сп'яніння писав смс іншій дівчині, а відправив їй; 6. Менеджери Андрій і Сергій: Сергію відмовила дівчина, тож Андрій хоче спробувати дезодорант з популярної реклами для привертання уваги жінок; 7. Прибиральниці Верховної Ради: Анжела розповідає Ілоні, як голова однієї з парламентський фракцій запросив її до себе у заміську приймальню «обговорити міжнародне становище України на політичній арені». |    |             |                 |
| 25 | 25 | «Епізод 25» | 8 березня 2009  |
| 1. Менеджери Андрій і Сергій: Андрій розказує Сергію, як минулого вечора він на святі, яке організовано для працівників з його місця роботи, танцював з дружиною шефа; 2. Космонавти Льоня і Олесик: Льоня летить у космос з китайською астронавткою і Олесь дає йому поради щодо польту; 3. Продюсер Валентин і його зірка Василь: Василь написан нову пісню «Дудочка» і прийшов з нею до продюсера Валентина та просить відзняти відеокліп; 4. Геї-націоналісти Остап і Олекса: Олекса розказує Остапу, що заявку на вступ до братства подала жінка; 5. Антон і Марічка: Антон робить прозицію Марічці, але через розбіжності у поглядах на майбутнє життя звбирає свої слова назад; 6. Файна TV: Інокентій розмовляє з цілителькою і провидицею Аліною, яка у того видурює гроші і домашню техніку; 7. Ток-шоу «Всє свободни» з Савою Шустрим на Файна TV: Обговорюється питання «Хто винен у кризі?» і у гостях студії лідер партії «Райони і ПГТ» Анна Бергман. |    |             |                 |
| 26 | 26 | «Епізод 26» | 15 березня 2009 |
| 1. Інспектор ДАІ: До лейтенанта під час його роботи увечері приходить дружина Тамара і приносить йому вечерю; 2. Продюсер Валентин і його зірка Василь: Василь жаліється продюсеру, що у той час, коли він був удома в селі, папараці зробили серію знімків з компроматом на нього; 3. Космонавти Льоня і Олесик: Олесик сповіщає Льоню, що Центр управління польотами визначився зі складом екіпажу у політ до сузір'я Гончих псів; 4. Файна ТВ: Інокентій Бест веде репортаж з загальноосвітньої школи міста Києва про школяра, який вже 9 років вчиться у одинадцятому класі; 5. Геї-націоналісти Остап і Олекса: СБУ звернулося з проханням до братства допомогти знайти російського шпигуна, про якого відомо тільки те, що він нетрадиційної сексуальної орієнтації; 6. Ток-шоу «Всє свободни» з Савою Шустрим на Файна TV: У студії обговорюється питання «Чи змінився достаток депутатів першого скликання і нинішнього?», гостем студії є депутат першого скликання — Степан Гаврилович Первак; 7. Менеджери Андрій і Сергій: Сергій пропонує Андрію звільнитися з роботи і влаштуватися до його ідеї з розкраданням елементів автомобілів. |    |             |                 |
| 27 | 27 | «Епізод 27» | 22 березня 2009 |
| 1. Інспектор ДАІ: Лейтенант Молочний зупиняє машину, яка перевищила швидкість, а за кермом молодий водій, який одразу дає йому хабар; 2. Менеджери Андрій і Сергій: Андрій розказує Сергію, як його шеф викликав до себе у кабінет через «запізнення на роботу»; 3. Продюсер Валентин і його зірка Василь: Василь сповіщає продюсера Валентина про те, що він йде від нього до іншого продюсера; 4. Антон і Марічка: Антон і Марічка згадують той день, коли вони познайомилися; 5. Українські олігархи: Альошенька розказує Борису Ігнатієвичу останні світові новини і просить грошей для «тендеру» на покупку заводу; 6. Файна TV: Інокентій Бест викриває мера одного з українських міст, який у робочий час витрачає бюджетні кошти у заміському ресторані; 7. Прибиральниці Верховної Ради: Анжела та Ілона отримують любовний лист. |    |             |                 |
| 28 | 28 | «Епізод 28» | 29 березня 2009 |
| 1. Інспектор ДАІ: Молочний зупиняє відомого співака Влада Блєстящего; 2. Тінейджери Фелікс і Жека «Сто пудів»: Жека пропонує Феліксу, щоб той продав пляшки з-під батьківського фірмового алкоголю його знайомому бармену; 3. Продюсер Валентин і його зірка Василь: Василь приходить до продюсера Валентина з пропозиціями щодо покращення своєї кар'єри співака; 4. Антон і Марічка: Антон приїжджає до Марічки та помічає, що та у стані алкогольного сп'яніння, на що вона відповідає, що зварила для нього самогон по новому рецепту; 5. Українські олігархи: Альошенька пропонує Борису Ігнатієвичу замінити національну валюту з гривні на вареники; 6. Файна TV: Інокентій Бест, перебуваючи на гірськолижному курорті у Протасовому Яру Києва, бере інтерв'ю у снігової людини; 7. Прибиральниці Верховної Ради: Анжела та Ілона обговорюють курс долара і у Анжели стається видіння, як це відобразиться у майбутньому на ціну проїзду у метро та на продовольчі товари. |    |             |                 |
| 29 | 29 | «Епізод 29» | 5 квітня 2009   |
| 1. Інспектор ДАІ: Під час нічного чергування лейтенанта Молочного не проїжджає жодної машини поряд, тож він фантазує, як він зупиняє машину і пасажири нападають на нього; 2. Українські фани-ультрас дядько Толя і Гена: Дядько Толя і Гена хочуть стати справжніми ультрас, тому починають кидати пластикові сидіння у вболівальників опонентів; 3. Менеджери Андрій і Сергій: Андрій бідкається Сергію, що фірму, де він працює, купує інше приватне підприємство і ця подія може поставити хрест на їхній дружбі; 4. Продюсер Валентин і його зірка Василь: Василь пропонує продюсеру Валентину організувати йому дует зі співачкою, а Валентин пропонує оркестр; 5. Антон і Марічка: Антон пропонує підписати Марічці шлюбний договір; 6. Файна TV: Інокентій Бест на околицях села Новоборовиці Луганської області бере інтерв'ю у нелегального іранського мігранта Махмуда, який прямує до Європи; 7. Прибиральниці Верховної Ради: Анжела і Ілона фантазують, щоб вони зробили, якби були заступницями мера Києва. |    |             |                 |
| 30 | 30 | «Епізод 30» | 12 квітня 2009  |
| 1. Інспектор ДАІ: під час нічного чергування, на звязок з лейтенантом Молочним виходить «пілот літака», у якого надзвичайна ситуація на борту; 2. Космонавти Льоня і Олесик: Льоня і Олесь святкують День космонавтики; 3. Українські фани-ультрас дядько Толя і Гена: Дядько Толя розповідає Гені про тонкощі бійок з іншими футбольними ультрас; 4. Українські олігархи: Борис Ігнатович навчає Альошеньку як «правильно» потрібно залучати інвестиції в економіку; 5. Антон і Марічка: Марічка, щоб привернути до себе увагу Антона, бреше тому, що випила отрути; 6. Продюсер Валентин і його зірка Василь: Продюсер Валентин і Василь обговорюють інцидент на корпоративі та номер зірки Василя для Євробачення; 7. Файна TV: Інтерв'ю з представником малого бізнесу, підприємцем Ігорем, який влаштував стрілянину на Полтавщині через підвищення відсоткової ставки по доларовому кредиту; 8. Прибиральниці Верховної Ради: Анжела та Ілона діляться між собою припущеннями, хто з депутатів Київської та Верховної рад можуть бути прибульцями.                                                                                             |    |             |                 |

### Епізоди 31-43
| № | #  | Назва                                           | Перший ефір    |
| --- | -- | ----------------------------------------------- | -------------- |
| 31 | 31 | «Епізод 31»                                     | 19 квітня 2009 |
| 1. Інспектор ДАІ: Під час нічного чергування лейтенант Молочний зупиняє дороге авто, яке, за його словами, також є у нього, та виманює у водія хабар; 2. Українські фани-ультрас дядько Толя і Гена: Дядько Толя і Гена, після завершення матчу збірної, вирішили нікуди не йти і чекати наступного матчу збірної у липні, через дорогі квитки на матчі; 3. Менеджери Андрій і Сергій: Фінансова криза вдарила по Андрію і той бідкається про це Сергію; 4. Продюсер Валентин і його зірка Василь: Василь зриває кастинг танцювального тріо у продюсера Валентина, за що той згадує йому минулі інциденти; 5. Антон і Марічка: Марічка жаліється, що не розвивається в селі і хоче вступати до педагогічного інституту, але Антон її відмовляє; 6. Файна TV: Інокентій Бест робить репортаж про секретну українську зброю — Андрія Рембо; 7. Прибиральниці Верховної Ради: Анжела Петрівна розповідає Ілоні Давидівні про свого сина, Борю Абуєва, який народився від темношкірого студента з Москви, та якого вона загубила на шляху до Саратова. |    |                                                 |                |
| 32 | 32 | «Епізод 32»                                     | 26 квітня 2009 |
| 1. Інспектор ДАІ: У лейтенанта Молочного виникає суперечка за місце роботи з його колегою — старшиною Сергієм Дмитровичем; 2. Менеджери Андрій і Сергій: Сергій, під час постійних посиденьок у барі увечері в п'ятницю, порівнює менеджерів середньої ланки з дівчатами легкої поведінки; 3. Українські олігархи: Нардеп Олексій хоче стати «царем України»; 4. Антон і Марічка: У Антона забирають водійське посвідчення і він їде до Марічки на велосипеді, щоб та йому допомогла повернути їх через свої «зв'язки» у міліції; 5. Файна TV: Інокентій Бест приїздить до Кіровограда, щоб поспілкуватися з Геннадієм — працівником прохідної заводу лікеро-горілчаних виробів; 6. Прибиральниці Верховної Ради: Ілона та Анжела діляться між собою історіями, як вони бачили у Верховній Раді щось дуже схоже на привидів. |    |                                                 |                |
| 33 | 3  | «Епізод 33»                                     | 3 травня 2009  |
| 1. Космонавти Льоня і Олесик: Льоня і Олесик обговорюють тренування перед польотом у космос та те, що вони невиправдано важкі і що необхідно для цього насправді; 2. Українські фани-ультрас дядько Толя і Гена: Дядя Толя і Гена обговорюють методи, як можна пронести алкоголь на стадіон; 3. Менеджери Андрій і Сергій: Сергій дізнається, що до Андрія прийшли колектори через борг по кредиту 574 гривні 85 копійок у банку, які той брав для покупки мобільного телефону; 4. Продюсер Валентин і його зірка Василь: Василь хоче організувати власний концерт у Палаці Україна разом Мадонною, Енріке Іглесіасом та Queen; 5. Файна TV: Інокентій Бест бере інтерв'ю у археолога Альберта Аполлона Данченко, який у Дніпродзержинську розкопує втрачене місто Атлантиду; 6. Прибиральниці Верховної Ради: Анжела та Ілона згадують, як вони минулої ночі разом з депутатами у сесійній залі святкували День прикордонника і того ж вечора до них завітав мер Києва — Леонід Черновецький. |    |                                                 |                |
| 34 | 34 | «Епізод 34»                                     | 10 травня 2009 |
| 1. Українські фани-ультрас дядько Толя і Гена: Дядя Толя і Гена дискутують на тему «Хто найкращий футболіст?»; 2. Космонавти Льоня і Олесик: Льоня і Олесик обговорюють проблему походу в туалет у космосі; 3. Менеджери Андрій і Сергій: Андрій розказує Сергію, що на роботі від нього завагітніла секретарка і змушує його одружитись з нею; 4. Антон і Марічка: Антон інтригує Марічку подарунком, який він презентує ій пізніше; згодом стає відомо, що це подорож у Єгипет; 5. Продюсер Валентин і його зірка Василь: Продюсер Валентин хоче змусити Василя, щоб той став коханцем Алли Пугачової; 6. Файна TV: Інокентій Бест у Великому Бурлуці Харківської області хоче відвідати місцевий клуб у якому буде вечірка, але його не пускає охоронець Степан; 7. Прибиральниці Верховної Ради: Анжела Петрівна бідкається Ілоні Давидівні, що її дочка зібралася вступати у інститут культури до Поплавського. |    |                                                 |                |
| 35 | 35 | «Епізод 35 — Файна Юкрайна в Єгипті. Частина 1» | 17 травня 2009 |
| Антон показує Марічці путівку в Єгипет, вони збираються у дорогу, а батьки Марічки їх проводжають. На шляху до аеропорту «Бориспіль» Антона і Марічку зупиняє лейтенант Молочний через перевищення швидкості. Розібравшись з ним, вони дістаються до аеропорту і там Марічка дізнається, що у них експрес-тур, всього на один день та вони ледь встигають на свій рейс. У літаку Антон напивається і його доводиться заносити у номер, який він виграв у росіянина у карти під час польоту. Марічка у номері ламає ліжко. |    |                                                 |                |
| 36 | 36 | «Епізод 36 — Файна Юкрайна в Єгипті. Частина 2» | 24 травня 2009 |
| Зранку Антони і Марічка їдуть у ресторан снідати. Там вони сваряться і Марічка залишає Антона самого та йде за столики. Там до неї підходить Інокентій Бест з Файна TV, розповідає їй, що знімає сюжет про бедуїнів-контрабандистів і запрошує до себе у номер. У цей час Антон складає вірш, щоб попросити прощення у Марічки, до нього підмідає Анжела Петрівна, прибиральниця з Верховної Ради і яка теж запрошує його до себе у номер. Антон помічає іншого чоловіка біля Марічки і хоче побити того, але вона зупиняє Антона і вони миряться. Через деякий час вони йдуть на море, де місцевий пропонує їм купити гашиш. Увечері, на березі моря вони обговорюють подарунки родичам і Антон йде купувати подарунком Марічці і кальян для її бабусі. Але спочатку він заходить в бар та напивається, де його обманюють та грабують росіянки і зранку він прокидається голий на полі для гольфу. Коли він повертається у номер, вони з Марічкою сваряться і по дорозі додому вони розривають відносини. У Києві заплакану Марічку на своєму лімузині підбирає продюсер Валентин і обіцяє зробити з неї мегазірку.                                                 |    |                                                 |                |
| 37 | 37 | «Епізод 37»                                     | 31 травня 2009 |
| 1. Інспектор ДАІ: Лейтенант Молочний випадково зупиняє недосвідченого водія, Антолія Лохненка, який за кермом усього 4 дні; 2. Тінейджери Фелікс і Жека «Сто пудів»: Жека повідомляє Фелікса, що того прийнято до банди «Бивні», яка буде контролювати контролерів тролейбусів; 3. Менеджери Андрій і Сергій: Фірма, у якій працює Андрій, потерпає від фінансових негараздів, тому Сергій допомагає йогу скласти резюме для пошуку нового місця роботи; 4. Українські фани-ультрас дядько Толя і Гена: Дядя Толя і Гена святкують гол своєї улюбленої команди, а потім обговорюють сюддю, який, на їх думку, безпідставно поставив пенальті у ворота їх команди; 5. Продюсер Валентин і його зірка Василь: Продюсер Валентин влаштовує Василя у рекламу кетчупу, де він гратиме бика, а Василь зізнається, що у нього є дар читати думки інших людей; 6. Файна TV: Інокентій Бест на окружній дорозі Києва бере інтерв'ю у найстарішого сутенера держави, Вазгена; 7. Прибиральниці Верховної Ради: Анжела та Ілона бідкаються про важку долю прибиральниць, яких депутати ніколи не беруть з собою на відпочинок за кордон.                                        |    |                                                 |                |
| 38 | 38 | «Епізод 38»                                     | 7 червня 2009  |
| 1. Інспектор ДАІ: Лейтенант Молочний зупиняє порушника правил дорожнього руху, а той виявляється проповідником та заявляє, що зупинити його була воля Бога; 2. Тінейджери Фелікс і Жека «Сто пудів»: Жека пропонує Феліксу схему займів, засновану на довірі і для цього йому потрібні 300 доларів; 3. Антон і Марічка: Антон приїжджає до Марічки, щоб з'ясувати, до кого вона сіла в машину у аеропорту Бориспіль і вони ще більше сваряться; 4. Українські фани-ультрас дядько Толя і Гена: Гена зізнається дяді Толі, що йому сподобалася дівчина-ультрас іншої команди; 5. Файна TV: Інокентій Бест бере інтерв'ю у Тамари Барабанової з Горлівки, у якої в однокімнатній квартирі живе 46 котів; 6. Продюсер Валентин і його зірка Василь: Продюсер Валентин звинувачує Василя, що той на концерті вкрав у Йосипа Кобзона гонорар за виступ; 7. Прибиральниці Верховної Ради: Ілона помічає, що Анжела Петрівна відвідала пластичного хірурга. |    |                                                 |                |
| 39 | 39 | «Епізод 39»                                     | 14 червня 2009 |
| 1. Інспектор ДАІ: Лейтенант зупиняє машину, у якій знаходиться працівник трьох відомств, тож Молочному не вдається скласти протокол щодо перевищення швидкості; 2. Тінейджери Фелікс і Жека «Сто пудів»: Жека приходить до Фелікса і пропонує відпочити, замовивши «чіксу»; 3. Українські фани-ультрас дядько Толя і Гена: Дядя Толя розповідає Гені про бійки ультрас поза стадіонами; 4. Менеджери Андрій і Сергій: У шефа Андрія хтось вкрав барсетку з грошима та фото з сауни, тож Андрій і Сергій проводять своє «розслідування»; 5. Продюсер Валентин і його зірка Василь: Продюсер Валентин вимагає від Василя, щоб той схуд на 10-15 кг; 6. Лариса та інструктор Денис: Денис стає новим інструктором по фітнесу для Лариси і починає тренування; 7. Файна TV: Інокентій Бест у київському «Цирку Кобзов» бере інтерв'ю у Олега Іваниці, першої людини, яка розуміє мову дельфінів. |    |                                                 |                |
| 40 | 40 | «Епізод 40»                                     | 21 червня 2009 |
| 1. Космонавти Льоня і Олесик: Льоня і Олесик придумують один одному позивні; 2. Тінейджери Фелікс і Жека «Сто пудів»: Жека пропонує Феліксу грабувати людей; 3. Українські фани-ультрас дядько Толя і Гена: Дядя Толя і Гена прийшли на баскетбольний матч; 4. Антон і Марічка: Антон, який вже більше двох тижнів постійно вживає алкоголь, приходить до Марічки, щоб помиритись, але вона знову виганяє його; 5. Менеджери Андрій і Сергій: Шеф Андрія доручив йому придумати правила корпоративної етики для фірми, а Сергій допомагає йому; 6. Продюсер Валентин і його зірка Василь: Продюсер Валентин пропонує Василю знятися у епізодичній ролі у кіно; 7. Файна TV: Інокентій Бест робить репортаж зі зйомок першого українського фільму жахів і бере інтерв'ю у головного антагоніста фільму. |    |                                                 |                |
| 41 | 41 | «Епізод 41»                                     | 28 червня 2009 |
| 1. Інспектор ДАІ: До патрульного, який знаходиться у стані похмілля після вчорашнього розпиття алкогольних напоїв, під'їжджає надто галасливий водій; 2. Космонавти Льоня і Олесик: Льоня хоче дізнатися чи хропить Олесик, щоб визначити сумність для польоту у космос; 3. Тінейджери Фелікс і Жека «Сто пудів»: Жека пропонує Феліксу бути ямакасі; 4. Менеджери Андрій і Сергій: Андрій розповідає Сергію, як вони фірмою робили тимбілдинг: грали за містом у пейнтбол; 5. Продюсер Валентин і його зірка Василь: Продюсер Валентин бідкається, що Василь збитковий для нього, а Василь пропонує підняти увагу до себе сенсаційною заявою; 6. Лариса та інструктор Денис: Денис та Лариса продовжують тренування, цього разу заняття з гантелями; 7. Прибиральниці Верховної Ради: Анжела пропонує Ілоні затвердити на державному рівні свято — День прибиральниці. |    |                                                 |                |
| 42 | 42 | «Епізод 42»                                     | 5 липня 2009   |
| 1. Інспектор ДАІ: Патрульний Молочний зупиняє мвшину і хоче забрати машину на штраф-майданчик через невиконання нових постанов мера Києва про оплачені квитанції на ЖКГ, кольору машин та щодо перевезення бабусь; 2. Тінейджери Фелікс і Жека «Сто пудів»: Жека, для того щоб стати багатими, пропонує Феліксу продати картину Рембранта та раритетну скрипку, якими володіють його батьки; 3. Українські фани-ультрас дядько Толя і Гена: Гена здає екзамен дяді Толі, для того щоб стати «справжнім ультрас»; 4. Менеджери Андрій і Сергій: Андрій жаліється Сергію, що у нього новий шеф — жінка, яка упереджено ставиться до Андрія; 5. Антон і Марічка: Марічка збирається їхати до Києва, у цей час до неї приїжджає Антон, щоб побажати удачі та повідомити, що він вступив у церкву штундизму з пастором на ім'я Фрадей (алюзія на Сандея Аделаджа); 6. Продюсер Валентин і його зірка Василь: Василь повідомляє Валентину, що тепер у нього є власний райдер; 7. Прибиральниці Верховної Ради: Анжела Пертівна бідкається Ілоні, що депутати хочуть прийняти закон, щоб наймати на роботу прибиральниць можна було тільки за наявності у них вищої освіти. |    |                                                 |                |
| 43 | 43 | «Епізод 43»                                     | 12 липня 2009  |
| 1. Інспектор ДАІ: Патрульний Молочний забуває вдома жезл, тому намагається викрутитися іншим способом; 2. Космонавти Льоня і Олесик: Льоня і Олесик вирішують, з ким краще летіти у космос; 3. Тінейджери Фелікс і Жека «Сто пудів»: Жека запрошує Фелікса на вечірку до ранку, щоб потім ще поїхати на «автопаті»; 4. Українські фани-ультрас дядько Толя і Гена: Гена розпитує дядю Толю, про особливості футбольних правил; 5. Продюсер Валентин і його зірка Василь: Василь пропонує продюсеру Валентину вивести його на європейську сцену, де він співатиме жестовою мовою; 6. Файна TV: Інокентій Бест застає мера одного з українських міст у сауні з дівчатами, коли у місті є проблеми з комунальним господарством; 7. Прибиральниці Верховної Ради: Анджела Петрівна і Ілона Давидівна обговорюють нову прибиральницю з іншого крила. |    |                                                 |                |

## Знімальна група
- Автори сценарію: Андрій Молочний, Сергій Притула, Олег Іваниця, Олексій Курилко, Костянтин Тузов, Дмитро Костюкевич, Дмитро Григоренко, Руслан Давиденко
- Режисери-постановники: Сергій Матвієнко, Олександр Богданенко
- Режисер: Максим Голенко
- Оператори-постановники: Вадим Нестеренко, Василь Бородін
- Художник-постановник: Анатолій Підопригора
- Художники по костюмам: Ганна Колбянова, Варвара Василенко
- Художник по гриму: Ірина Беліна
- Звукорежисери запису: Максим Никитенко, Ігор Поліщук, Олександр Шатківський, Сергій Степанський
- Звукорежисер зведення: Сергій Биковський
- Інженери: Андрій Шелюк, Сергій Кульнін, Артем Клімчук
- Монтажери: Юрій Дикий, Микола Ревенко
- Режисер монтажу: Максим Голенко
- Оператори: Сергій Никифоров, Сергій Кошель, Олександр Бойко, Михайло Крєтов, Андрій Гайдук, Костянтин Мороз
- Стедікам: Євген Адаменко
- Графіка та дизайн: Жорж Амброз, Роман Верещагін, Дмитро Цвєтков
- Музичний редактор: Іван Голішевський
- Композитори: Іван Голішевський, Анастасія Лушникова, Роман Суржа
- Запис тексту: компанія «Синдикат продакшн»
- Гафер: Вадим Підгурський
- Освітлювачі: Андрій Шарапов, Антон Тимченко, Сергій Пиняк, Олексій Боровик, Максим Демченко, Олександр Підгурський
- Кейгріп: Вадим Задворський
- Реквізитор: Магда Грінберг
- Постановники: Сергій Барчук, Володимир Лебеденко
- Водій: Олександр Старанкевич
- Адміністративна група: Андрій Кузнєцов, Ярослав Дяків, Світлана Синенко
- Лінійний продюсер: В'ячеслав Дергачов
- Виконавчий продюсер: Ганна Голубенко
- Креативні продюсери: Андрій Молочний, Сергій Притула
- Генеральний продюсер: Дмитро Царенко